# Kidin-Hutran II
Kidin-Hutran II va ser rei d'Elam, de la dinastia dels Igihàlquides conegut per les seves guerres amb Babilònia. La Crònica Babilònia P descriu dos atacs Kidin-Hutran.
Quan va fer la primera incursió, va creuar el Tigris, va saquejar Der i Nippur i va deposar el rei de Babilònia Enlilnadinxumi, segurament un rei titella assiri. Més tard, durant el regnat d'Adadxumaiddina, va tornar a atacar Babilònia, envaint també Marad i Isin.
També es menciona a Kidin-Hutran a l'anomenada Carta de Berlín, de la que se n'exposa una còpia al Museu de Pèrgam. Es tracta d'una còpia neobabilònica d'una carta enviada per un rei elamita sense nom a la cort de Babilònia, on reivindica el seu dret al tron d'aquell país. La carta diu que Kidin-Hutran era fill del rei Untash-Napirisha i net del rei babilònic Burnaburiaix II.
Com que hi ha més de 100 anys de distància entre el final del regnat de Burnaburiaix i la pujada al tron d'Adadxumaiddina, alguns autors creuen que hi va haver més d'un rei amb aquest nom.